# Paweł Wójcik (dziennikarz)
Paweł Wójcik (ur. 20 lutego 1971 w Żarach) – dziennikarz, komentator sportowy i były konferansjer gal Konfrontacji Sztuk Walki (KSW).

## Życiorys
Od 1999 roku pracuje w redakcji sportowej Polsatu. Wcześniej współpracował z TVP oraz "Gazetą Wyborczą" i "Rzeczpospolitą". W latach 1993–1999 pracował w Radiu ESKA Wrocław, gdzie był szefem redakcji sportowej, (do roku 2001 był także szefem redakcji sportowej ogólnopolskiego porozumienia radiowego Super FM, należącego do ZPR). Komentuje mecze żużlowe, piłkarskie i koszykarskie. Relacjonował między innymi: finały Indywidualnych Mistrzostw Świata na żużlu, dwa razy mecze piłkarskich Mistrzostw Świata (2002, 2006), mecze Mistrzostw Europy 2008, mecze Ligi Mistrzów, walkę bokserską Andrzej Gołota – Riddick Bowe (drugą).
Były konferansjer i announcer "Konfrontacji Sztuk Walki" od jedenastej gali, lecz tak naprawdę – z racji pracy w Polsat Sport – związany z zawodami od pierwszej edycji i razem z Waldemarem Kastą prowadził galę KSW. Już na wcześniejszych galach można było usłyszeć głos Pawła, który opisywał wyświetlane na telebimach metryczki zawodników. Wiceszef sportu w telewizji Polsat, a od maja 2009 roku do listopada 2021 również announcer KSW. Gala KSW 64 była ostatnią z jego udziałem, po odejściu organizacji z Polsatu i przejściu do Viaplay.
Prowadzący takich imprez jak: Freestyle motocross i Orlen Monster Jam.
Ma żonę Anne i córkę Weronikę.